# Scytale (Dune)
Pour les articles homonymes, voir Scytale.
Scytale est un personnage de fiction du cycle de Dune de Frank Herbert. C'est un des Maîtres secrets du Bene Tleilax.
Sous la forme d'un Danseur-Visage, il est envoyé pour assassiner Paul Atréides ou du moins coordonner les efforts des conjurés. Son nom prédestiné convient bien à ce rôle secret (la scytale est un système de chiffrement).
À l'époque des Hérétiques de Dune, il a repris sa place de Masheikh, Maître du Bene Tleilax, auprès de Tylwyth Waff mais ne joue pas de rôle majeur.
Scytale est le seul Tleilaxu sauvé par le Bene Gesserit lorsque les Honorées Matriarches libèrent leur haine millénaire contre les mondes du Bene Tleilax. Prisonnier du non-vaisseau Ithaque, il monnaie sa survie avec des cellules antiques, conservées en capsule anentropique : seront ainsi ressuscités Paul Atréides, Jessica Atréides, Wellington Yueh... et en produisant un gaz mortel contre les Danseurs-Visages d'Omnius.
Il est ainsi le dernier Tleilaxu, Waff mourant à l'issue de la bataille de Synchronie, mais il ressuscitera sa culture en créant des gholas de ses pairs.